# Cuthona
Cuthona Alder & Hancock, 1855 è un genere di molluschi nudibranchi della famiglia Cuthonidae.

## Tassonomia
Il genere comprende le seguenti specie:
- Cuthona antarctica (Pfeffer, 1886)
- Cuthona barbadiana Edmunds & Just, 1983
- Cuthona behrensi Hermosillo & Valdés, 2007
- Cuthona claviformis Vicente, 1974
- Cuthona correai Ortea, Caballer & Moro, 2002
- Cuthona crinita Minichev, 1972
- Cuthona destinyae Hermosillo & Valdés, 2007
- Cuthona diminutiva Gosliner, 1980
- Cuthona distans Odhner, 1922
- Cuthona divae (Er. Marcus, 1961)
- Cuthona fidenciae (Ortea, Moro & Espinosa, 1999)
- Cuthona fructuosa (Bergh, 1892)
- Cuthona futairo Baba, 1963
- Cuthona georgiana (Pfeffer, 1886)
- Cuthona giarannae Valdés, Moran & Woods, 2012
- Cuthona hamanni Behrens, 1987
- Cuthona henrici Eliot, 1916
- Cuthona hermitophila Martynov, Sanamyan & Korshunova, 2015
- Cuthona herrerai Ortea, Moro & Caballer, 2002
- Cuthona iris Edmunds & Just, 1983
- Cuthona leopardina (Vayssière, 1888)
- Cuthona lizae Angulo-Campillo & Valdés, 2003
- Cuthona longi Behrens, 1985
- Cuthona methana Valdés, Lundsten & N. G. Wilson, 2018
- Cuthona millenae Hermosillo & Valdés, 2007
- Cuthona mimar Ortea & Moro, 2018
- Cuthona nana (Alder & Hancock, 1842)
- Cuthona netsica (Er. Marcus & Ev. Marcus, 1960)
- Cuthona odhneri Er. Marcus, 1959
- Cuthona pallida (Eliot, 1906)
- Cuthona paucicirra Minichev, 1972
- Cuthona perca (Er. Marcus, 1958)
- Cuthona phoenix Gosliner, 1981
- Cuthona puellula (Baba, 1955)
- Cuthona pumilio Bergh, 1871
- Cuthona pusilla (Bergh, 1898)
- Cuthona riosi Hermosillo & Valdés, 2008
- Cuthona rolleri Gosliner & Behrens, 1988
- Cuthona thompsoni Garcia, Lopez-Gonzalez & Garcia-Gomez, 1991
- Cuthona tina (Er. Marcus, 1957)
- Cuthona valentini (Eliot, 1907)
- Cuthona veronicae (A. E. Verrill, 1880)
- Cuthona willani Cervera, Garcia-Gomez & Lopez-Gonzalez, 1992

### Sinonimi
Le seguenti specie, in passato attribuite al genere Cuthona, sono state poste in sinonimia:
- Cuthona abronia (MacFarland, 1966) = Abronica abronia (MacFarland, 1966)
- Cuthona abyssicola (Bergh, 1884) = Cuthonella abyssicola Bergh, 1884
- Cuthona acinosa (Risbec, 1928) = Trinchesia acinosa (Risbec, 1928)
- Cuthona albocrusta (MacFarland, 1966) = Trinchesia albocrusta (MacFarland, 1966)
- Cuthona albopunctata (Schmekel, 1968) = Trinchesia albopunctata Schmekel, 1968
- Cuthona alpha Baba & Hamatani, 1963 = Trinchesia alpha (Baba & Hamatani, 1963)
- Cuthona amoena (Alder & Hancock, 1845) = Rubramoena amoena (Alder & Hancock, 1845)
- Cuthona anulata (Baba, 1949) = Trinchesia anulata (Baba, 1949)
- Cuthona aurantia (Alder & Hancock, 1842) = Catriona aurantia (Alder & Hancock, 1842)
- Cuthona berghi (Friele, 1902) = Cuthonella berghi Friele, 1903
- Cuthona beta (Baba & Abe, 1964) = Trinchesia beta (Baba & Abe, 1964)
- Cuthona bractea Burn, 1962 = Tularia bractea (Burn, 1962)
- Cuthona caerulea (Montagu, 1804) = Trinchesia caerulea (Montagu, 1804)
- Cuthona cocoachroma G. C. Williams & Gosliner, 1979 = Cuthonella cocoachroma (G. C. Williams & Gosliner, 1979)
- Cuthona columbiana (O'Donoghue, 1922) = Catriona columbiana (O'Donoghue, 1922)
- Cuthona concinna (Alder & Hancock, 1843) = Cuthonella concinna (Alder & Hancock, 1843)
- Cuthona diversicolor Baba, 1975 = Trinchesia diversicolor Baba, 1975
- Cuthona elenae (Martynov, 2000) = Cuthonella elenae Martynov, 2000
- Cuthona elioti Odhner, 1944 = Cuthonella elioti (Odhner, 1944)
- Cuthona emurai Baba, 1937 = Hermissenda emurai (Baba, 1937)
- Cuthona ferruginea (Friele, 1903) = Cuthonella ferruginea Friele, 1903
- Cuthona flavovulta (MacFarland, 1966) = Diaphoreolis flavovulta (MacFarland, 1966)
- Cuthona foliata (Forbes & Goodsir, 1839) = Trinchesia foliata (Forbes & Goodsir, 1839)
- Cuthona fulgens (MacFarland, 1966) = Zelentia fulgens (MacFarland, 1966)
- Cuthona genovae (O'Donoghue, 1926) = Trinchesia genovae (O'Donoghue, 1926)
- Cuthona granosa (Schmekel, 1966) = Trinchesia granosa Schmekel, 1966
- Cuthona gymnota (Couthouy, 1838) = Catriona gymnota (Couthouy, 1838)
- Cuthona hiemalis Roginskaya, 1987 = Cuthonella hiemalis (Roginskaya, 1987)
- Cuthona ilonae (Schmekel, 1968) = Trinchesia ilonae Schmekel, 1968
- Cuthona japonica Baba, 1937 = Sakuraeolis japonica (Baba, 1937)
- Cuthona kanga (Edmunds, 1970) = Trinchesia kanga Edmunds, 1970
- Cuthona kuiteri Rudman, 1981 = Trinchesia kuiteri (Rudman, 1981)
- Cuthona lagunae (O'Donoghue, 1926) = Diaphoreolis lagunae (O'Donoghue, 1926)
- Cuthona luciae Valdés, Medrano & Bhave, 2016 = Cuthona herrerai Ortea, Moro & Caballer, 2002
- Cuthona macquariensis (Burn, 1973) = Trinchesia macquariensis Burn, 1973
- Cuthona marisalbi Roginskaya, 1963 = Cuthonella concinna (Alder & Hancock, 1843)
- Cuthona miniostriata (Schmekel, 1968) = Trinchesia miniostriata Schmekel, 1968
- Cuthona modesta (Eliot, 1907) = Cuthonella modesta Eliot, 1907
- Cuthona norvegica (Odhner, 1929) = Cuthonella norvegica Odhner, 1929
- Cuthona ocellata (Schmekel, 1966) = Trinchesia ocellata Schmekel, 1966
- Cuthona ornata Baba, 1937 = Trinchesia ornata (Baba, 1937)
- Cuthona osyoro Baba, 1940 = Cuthonella osyoro (Baba, 1940)
- Cuthona peregrina (Gmelin, 1791) = Cratena peregrina (Gmelin, 1791)
- Cuthona pinnifera (Baba, 1949) = Catriona pinnifera (Baba, 1949)
- Cuthona poritophages Rudman, 1979 = Phestilla poritophages (Rudman, 1979)
- Cuthona punicea Millen, 1986 = Cuthonella punicea (Millen, 1986)
- Cuthona purpureoanulata (Baba, 1961) = Abronica purpureoanulata (Baba, 1961)
- Cuthona pustulata (Alder & Hancock, 1854) = Zelentia pustulata (Alder & Hancock, 1854)
- Cuthona reflexa M. C. Miller, 1977 = Trinchesia reflexa (M. C. Miller, 1977)
- Cuthona rubescens Picton & G. H. Brown, 1978 = Rubramoena rubescens (Picton & G. H. Brown, 1978)
- Cuthona rubra (Edmunds, 1964) = Selva rubra Edmunds, 1964
- Cuthona scintillans M.C. Miller, 1977 = Trinchesia scintillans (M. C. Miller, 1977)
- Cuthona sibogae (Bergh, 1905) = Trinchesia sibogae (Bergh, 1905)
- Cuthona speciosa (Macnae, 1954) = Trinchesia speciosa (Macnae, 1954)
- Cuthona stimpsoni A. E. Verrill, 1879 = Ziminella salmonacea (Couthouy, 1838)
- Cuthona suecica (Odhner, 1940) = Xenocratena suecica Odhner, 1940
- Cuthona thelmae (Burn, 1964) = Trinchesia thelmae (Burn, 1964)
- Cuthona virens (MacFarland, 1966) = Trinchesia virens (MacFarland, 1966)
- Cuthona viridis (Forbes, 1840) = Diaphoreolis viridis (Forbes, 1840)
- Cuthona yamasui Hamatani, 1993 = Trinchesia yamasui (Hamatani, 1993)
- Cuthona zelandica Odhner, 1924 = Trinchesia zelandica (Odhner, 1924)